# Chaillevette
Chaillevette (prononcé [ʃaj.vɛt]) est une commune du Sud-Ouest de la France, située dans le département de la Charente-Maritime (région Nouvelle-Aquitaine). Ses habitants sont appelés les Chaillevetons et les Chaillevetonnes.
Localisée en plein cœur de la presqu'île d'Arvert et du Royannais, à quelques kilomètres d'Étaules, sur la rive gauche de la Seudre, cette petite commune à vocation résidentielle et ostréicole de la « grande banlieue » ouest de Royan joue sur sa situation au centre du célèbre bassin de Marennes-Oléron, important centre de production et d'élevage d'huîtres creuses, de renommée internationale.
L'habitat, assez dispersé, se concentre à Chaillevette-Bourg et dans plusieurs gros hameaux dont le principal est le port de Chatressac. Fort modeste, ce dernier a failli entrer dans l'histoire au XVIIe siècle, ayant été un temps pressenti pour accueillir le Grand arsenal maritime du Ponant voulu par Louis XIV — lequel a finalement été édifié plus au nord et a donné naissance à la ville nouvelle de Rochefort.
Chaillevette appartient à l'unité urbaine de La Tremblade et est à ce titre un des maillons d'une petite conurbation totalisant quatre communes et 11 841 habitants en 2016, constituant un  des trois pôles d'équilibres du Pays Royannais avec Saujon et Cozes. Un peu en marge des stations balnéaires de la Côte de Beauté, elle n'en subit pas moins une forte influence de Royan, principal centre économique des environs. La modernisation des infrastructures routières, marquée par l'ouverture d'une rocade, facilite également les liaisons avec La Tremblade, chef-lieu du canton. Selon l'Insee, elle appartient à l'aire d'attraction de Royan.
Chaillevette appartient au secteur Nord de la Communauté d'agglomération Royan Atlantique, structure intercommunale rassemblant 81 896 habitants (2014).

## Géographie

### Présentation
« Des cabanes édifiées en planches, goudronnées, surmontées d'un toit de tuiles rouges, abritent le matériel de l'ostréiculteur et s'alignent au bord des chenaux où chaque marée montante apporte son flux... »

— Louis Desgraves, La Saintonge, 1977 —
La commune de Chaillevette est située au sud-ouest du département de la Charente-Maritime, sur la côte nord de la presqu'île d'Arvert, dans la frange continentale de la côte de Beauté. Constituant un des maillons d'une conurbation de 11 517 habitants (en 2010) centrée sur La Tremblade et comprenant également les villes d'Étaules et d'Arvert, elle peut être considérée comme appartenant à la « grande banlieue » ouest de Royan, principal centre urbain et pôle économique des environs.

Position de Chaillevette en Charente-Maritime.

Administrativement parlant, Chaillevette appartient au canton de La Tremblade et à l'arrondissement de Rochefort. Elle est distante de 3,2 kilomètres d'Étaules, de 4,2 kilomètres de Breuillet, de 6,2 kilomètres de Saint-Augustin, de 7 kilomètres des Mathes, de 7,4 kilomètres de Saint-Sulpice-de-Royan, de 7,9 kilomètres du centre de La Tremblade, de 8,9 kilomètres du Gua, de 10 kilomètres de Saint-Palais-sur-Mer, de 11,8 kilomètres de Royan, de 12,2 kilomètres de Saujon, de 14,4 kilomètres de Bourcefranc-le-Chapus et du pont de l'île d'Oléron, de 24,7 kilomètres de Rochefort, de 32,7 kilomètres de Saintes, de 48,4 kilomètres de La Rochelle, la préfecture départementale, et de 105,7 kilomètres de Bordeaux, la grande métropole et préfecture régionale.
Appartenant comme le reste du département au midi atlantique, elle peut être rattachée à deux grands ensembles géographiques, le Grand Ouest français et le Grand Sud-Ouest français.

Localisation de Chaillevette au bord de la Seudre (image satellite SPOT).

Cette petite commune résidentielle en plein développement (sa population étant passée de 1081 habitants en 1999 à 1458 habitants en 2010) s'est développée sur la rive gauche de la Seudre. Son territoire est constitué en partie de marais salés (marais de la Seudre) formant de vastes étendues verdoyantes s'étendant à perte de vue, ponctuées de haies de roseaux, de pâturages, d'herbes hautes en constant mouvement sous l'action des brises marines, et qui se prolongent par des vasières aux couleurs changeantes où le soleil se reflète. De nombreux petits cours d'eau, fort modestes il est vrai, viennent se jeter dans la Seudre : ruissons des Boinards et de l'Envie, chenaux de Bel-Air, de Chatressac et de Chaillevette. Les deux derniers accueillent chacun un petit port pittoresque où des cabanes ostréicoles apportent une touche caractéristique au paysage. La vie y est rythmée par le ballet des batâ (embarcations traditionnelles), des couralins (petits bateaux) et des chalands.
De fait, Chaillevette est au cœur d'un bassin ostréicole de réputation internationale, le bassin de Marennes-Oléron, et compte de nombreuses « claires » (bassins d'affinage) où les huîtres du pays prennent une teinte bleu-vert et une saveur iodée typiques sous l'action d'un pigment (marennine) produit par une algue microscopique connue sous le nom de navicule bleue. La partie occidentale du territoire communal est formée d'un plateau doucement incliné, couvert de broussailles et d'herbes sèches par endroits. La céréaliculture (blé, maïs) y occupe une bonne place, de même que la viticulture sur ses versants les mieux exposés. Les vignes servent à produire les alcools réputés de la région : cognac, pineau des Charentes, mais aussi vin de pays charentais.
Le plateau accueille également des forêts où résineux (pins maritimes) et feuillus (chênes, chênes-verts) se mêlent intimement : ce sont essentiellement le bois de Chassagne et le bois des Clônes, tout près d'Étaules, échos à la forêt domaniale de la Coubre toute proche, ainsi qu'aux massifs forestiers de Breuillet voisins. Les petites routes de campagne qui serpentent sur les hauteurs forment autant de « balcons naturels » permettant de mieux appréhender cet écosystème unique formé par des milliers d'hectares de marais et de claires, ou terre et mer finissent par ne former qu'un seul et même ensemble.

### Communes limitrophes
|         | Nieulle-sur-Seudre La Seudre | Le Gua (sur 100 m) La Seudre |
| Étaules | Chaillevette                 |                              |
|         | Saint-Augustin               | Breuillet                    |

### Climat
Le climat dont bénéficie la Charente-Maritime est un climat océanique tempéré de type aquitain, marqué par un ensoleillement moyen assez important : avec 2 250 heures par an, il est comparable à celui que connaît une partie de la côte méditerranéenne. La pluviosité y est modérée, les précipitations ne dépassant pas 1 200 mm par an. Les températures, quant à elles, varient en moyenne de +5 °C en hiver à +20 °C en été.
Les îles et l'ensemble du littoral de la Charente-Maritime se caractérisent par un climat particulièrement doux en hiver, et rafraîchissant l'été, grâce aux influences océaniques perpétuellement en mouvement (brise marine). Ces conditions climatiques favorables, toujours soumises aux influences de l'océan Atlantique, ont favorisé un véritable microclimat de type sub-aquitain et l'existence d'une végétation déjà méridionale. Ainsi la flore se caractérise-t-elle par la présence étonnante de lauriers-roses, eucalyptus, agaves, et même les mimosas se mettent à fleurir dès le mois de janvier.

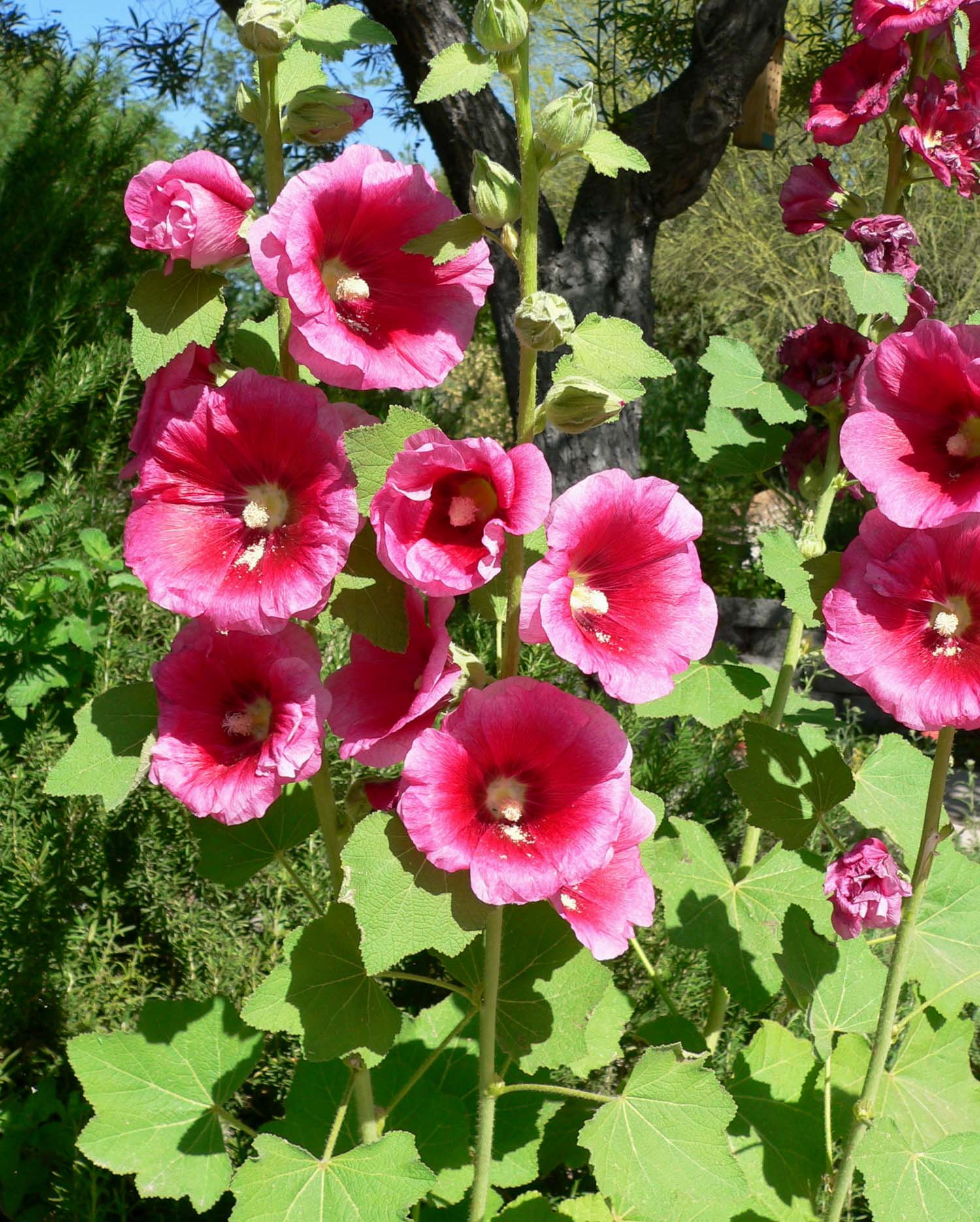
La rose trémière a trouvé dans la Saintonge et son climat particulièrement doux un terroir de prédilection.

Aux essences déjà méridionales du chêne vert (ou yeuse) et du cyste, s'ajoutent une forte présence de palmiers, figuiers, orangers et même oliviers. Il existe toutefois un contraste entre le littoral, assez sec et ensoleillé et l'intérieur des terres, davantage pluvieux. La pluviométrie passe ainsi de 750 mm sur le littoral à 950 mm en Haute-Saintonge.
Les relevés de la station météorologique de La Rochelle entre 1946 et 2000 permettent de déterminer quelques dates majeures au point de vue climatique en Charente-Maritime : ainsi, au cours de ce laps de temps, la température la plus froide est relevée le 15 février 1956 : −13,6 °C. Un pic de température (dépassé seulement au cours de la canicule de 2003) est atteint le 8 juillet 1982 avec près de 39 °C à l'ombre. Si 1953 est considérée comme l'année la plus sèche, 2000 est au contraire la plus pluvieuse.
La Charente-Maritime est le département français qui a été le plus durement touché par la tempête Martin du 27 décembre 1999. Les records nationaux de vents enregistrés ont été atteints avec 198 km/h sur l'île d'Oléron et 194 km/h à Royan.
Dans la nuit du 23 au 24 janvier 2009, la région est frappée par la tempête Klaus. Malgré des rafales dépassant les 120 km/h, les dégâts relevés dans la commune demeurent relativement minimes au regard de la situation dans le Médoc tout proche.
Les côtes charentaises et vendéennes sont de nouveau durement éprouvées par la tempête Xynthia qui traverse la région dans la nuit du 28 février au 1er mars 2010. Des bourrasques de près de 140 km/h touchent la ville voisine de Royan. Les bois, les ports ostréicoles ainsi que de nombreuses toitures et hangars sur la commune ont subi d'importants dégâts.

#### Données générales
| Mois                              | jan. | fév. | mars | avril | mai  | juin | jui. | août | sep. | oct. | nov. | déc. | année |
| --------------------------------- | ---- | ---- | ---- | ----- | ---- | ---- | ---- | ---- | ---- | ---- | ---- | ---- | ----- |
| Température minimale moyenne (°C) | 3,4  | 2,8  | 5,4  | 7,4   | 10,7 | 13,7 | 15,8 | 15,7 | 13,7 | 10,5 | 6,3  | 3,9  | 9,2   |
| Température moyenne (°C)          | 5,9  | 6,9  | 8,7  | 11,1  | 14,3 | 17,5 | 19,8 | 19,6 | 17,8 | 14,2 | 9,4  | 6,6  | 12,7  |
| Température maximale moyenne (°C) | 8,5  | 9,9  | 12,1 | 14,7  | 17,9 | 21,3 | 23,8 | 23,5 | 21,8 | 18   | 12,6 | 9,2  | 16,1  |
| Ensoleillement (h)                | 84   | 111  | 174  | 212   | 239  | 272  | 305  | 277  | 218  | 167  | 107  | 85   | 2 250 |
| Précipitations (mm)               | 82,5 | 66,1 | 57   | 52,7  | 61,1 | 42,9 | 35,1 | 46,4 | 56,5 | 81,6 | 91,8 | 81,8 | 755,3 |

| Ville             | Ensoleillement · (h/an) | Pluie · (mm/an) | Neige · (j/an) | Orage · (j/an) | Brouillard · (j/an) |
| ----------------- | ----------------------- | --------------- | -------------- | -------------- | ------------------- |
| Médiane nationale | 1 852                   | 835             | 16             | 25             | 50                  |
| Chaillevette      | 2250                    | 755             | 4              | 13             | 26                  |
| Paris             | 1 717                   | 634             | 13             | 20             | 26                  |
| Nice              | 2 760                   | 791             | 1              | 28             | 2                   |
| Strasbourg        | 1 747                   | 636             | 26             | 28             | 69                  |
| Brest             | 1 555                   | 1 230           | 6              | 12             | 78                  |
| Bordeaux          | 2 070                   | 987             | 3              | 32             | 78                  |

### Voies de communication et transports

#### Voies routières
Localisée au cœur de la presqu'île d'Arvert, sur un des grands axes de la région (Saujon-Marennes-Île d'Oléron), Chaillevette bénéficie de sa situation à l'entrée d'une conurbation à vocation résidentielle, touristique et ostréicole centrée sur La Tremblade, au centre d'un bassin de vie de plus de 11 000 personnes, qui voit sa population plus que doubler en haute saison. Cette fréquentation particulièrement marquée en période estivale, ainsi que la volonté de faciliter les liaisons entre Royan et sa grande banlieue ouest et de raccourcir les trajets domicile-travail dans ce même secteur, ont conduit à la réalisation par le conseil général de la Charente-Maritime d'une rocade entre Chaillevette, Étaules, Arvert et La Tremblade au début des années 2000.

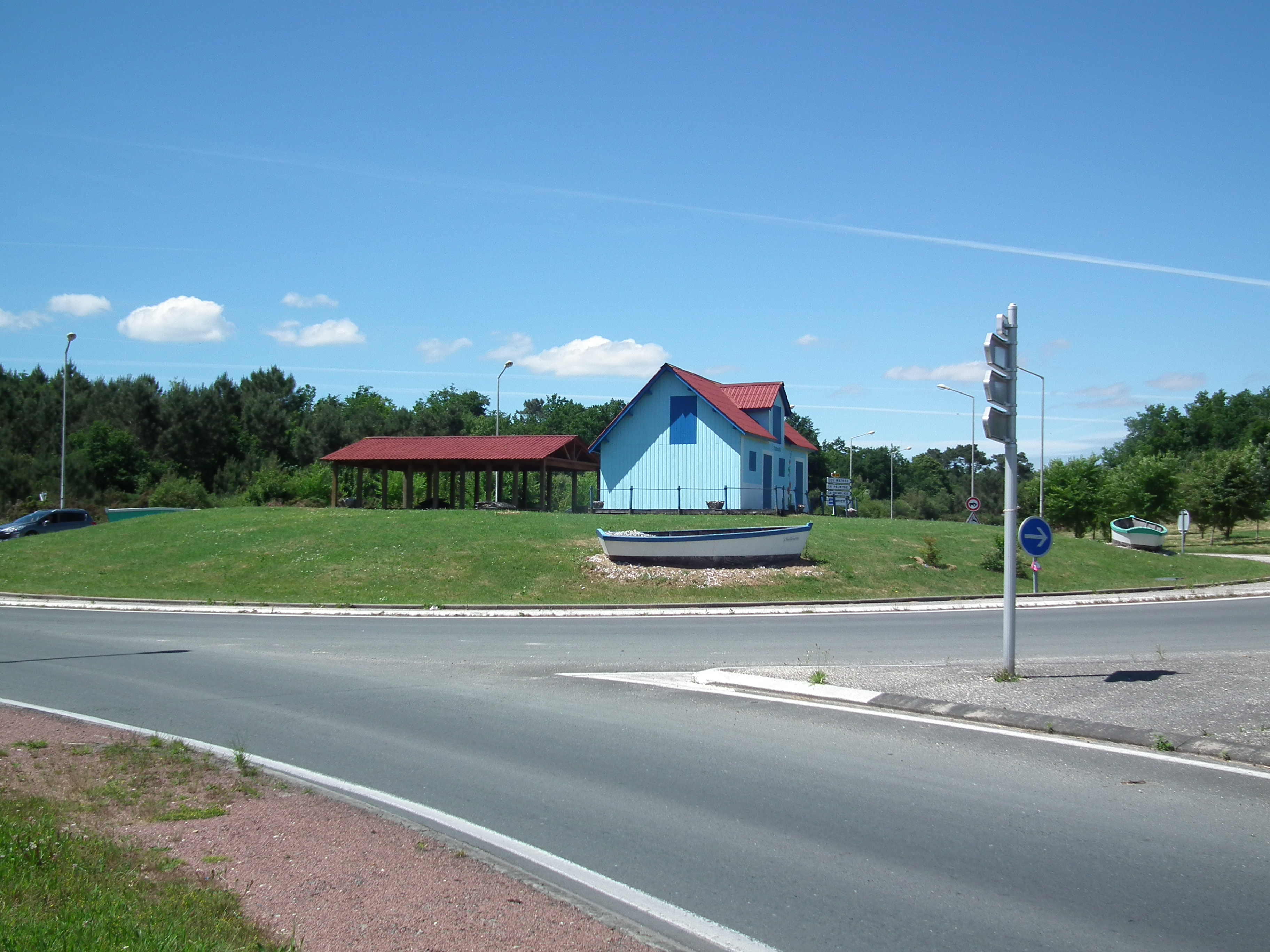
Le rond-point des Cabanes permet de rejoindre le centre-bourg, ainsi que les autres communes de l'agglomération de La Tremblade via une rocade.

Celle-ci, qui correspond à la D14, est un axe structurant du schéma routier du Pays Royannais, en ce sens qu'elle permet de faciliter les liaisons entre La Tremblade et sa périphérie et les autres pôles économiques des environs (Royan, bien sûr, mais aussi Saujon ou encore Marennes). Classée route départementale de première catégorie (grands axes routiers départementaux), elle supporte un trafic atteignant en moyenne 8000 à 9000 véhicules par jour, avec cependant de fortes disparités en fonction des périodes de l'année. Un rond-point, aménagé à la limite de la commune et de la ville voisine d'Étaules, permet de distribuer le trafic. Il est agrémenté d'une sculpture représentant une cabane ostréicole et des barques, qui indiquent toutes une direction possible : Chaillevette, Étaules ou encore Breuillet. Une station du réseau de transports urbains Cara'Bus et une aire de covoiturage de dix places ont été installées à proximité immédiate.
À l'avenir, le schéma routier départemental (2010-2030) prévoit de repenser totalement la circulation de la grande périphérie royannaise, dont Saujon (à environ 15 kilomètres) deviendrait une des « portes d'entrées ». Le trafic sera dès lors diffusé à partir de cette ville, afin de limiter au maximum les encombrements. Parmi les options devant faciliter les liaisons dans la presqu'île d'Arvert, figurent la création d'une voie nouvelle entre la rocade de Royan à Vaux-sur-Mer et Saint-Sulpice-de-Royan et Breuillet, dont le centre-ville serait contourné. La durée du trajet entre les communes de la grande banlieue de Royan et celles de sa proche banlieue serait ainsi raccourcie.
Les autres routes traversant la commune sont la D 140, qui fait la liaison entre le rond-point de la rocade et le port de Chatressac en passant par les quartiers de la Brousse, du Maine-Auriou, des Chassagnères, du Sur et des Fontaines et la D 145, qui suit le cours de la Seudre entre Chatressac, Chambion et les Petites Roches, avant de poursuivre vers Les Grandes Roches, sur la commune d'Étaules. Un réseau de petits chemins de campagne sillonne également le territoire communal, offrant parfois de beaux panoramas sur les marais de la Seudre, notamment près du hameau de Beauregard, qui surplombe de vastes étendues palustres.
Du fait de la configuration particulière de la presqu'île d'Arvert, rejoindre Marennes, Le Gua, Rochefort ou La Rochelle implique de traverser la Seudre, soit par le viaduc de la Seudre à La Tremblade, soit par les ponts du Vivier (sur le Liman) et de Mailloux (sur la Seudre) à L'Éguille.

#### Voies ferroviaires

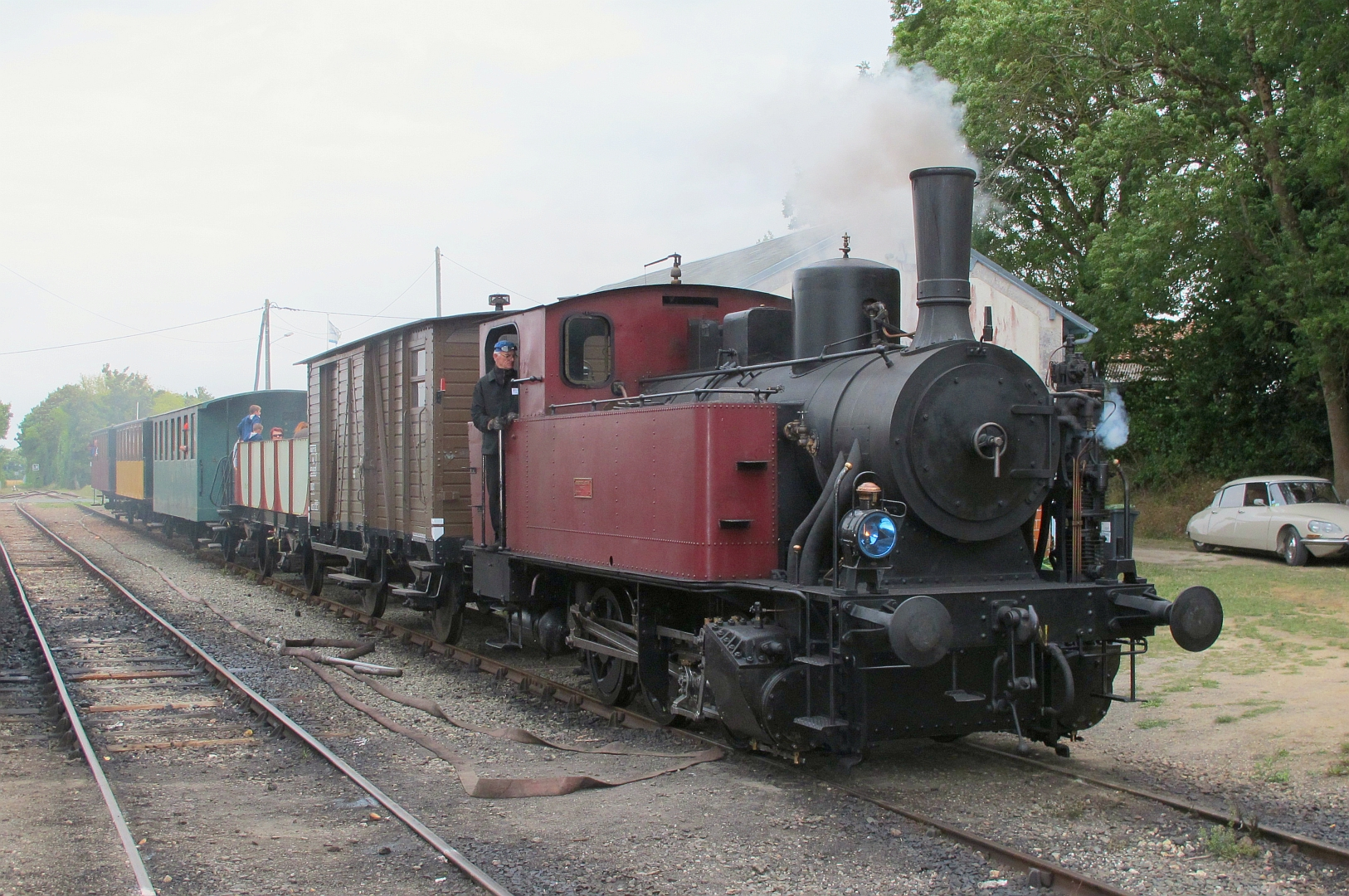
Un train à vapeur en gare de Chaillevette.

La commune dispose d'une gare située sur la ligne Saujon-La Tremblade, inaugurée au XIXe siècle pour servir au transport des passagers et des huîtres du bassin de Marennes-Oléron. Elle est à l'origine propriété de la Compagnie du chemin de fer de la Seudre, et passe ensuite à l'Administration des chemins de fer de l'État, puis à la Société nationale des chemins de fer français en 1937.
Désormais, elle ne sert qu'à des fins touristiques, étant une étape du « train des mouettes » qui permet de découvrir les marais de la Seudre et les ports ostréicoles de la presqu'île d'Arvert.
Les gares SNCF en fonction les plus proches sont celles de Royan et de Saujon.

#### Pistes cyclables
La commune dispose d'un réseau de pistes cyclables faisant partie des « Chemins de la Seudre ». Issu d'une collaboration entre le Conseil général du département, la Communauté d'agglomération Royan Atlantique et la Communauté de communes du Bassin de Marennes, ce réseau, mis en service à partir de 2007, permet de découvrir les espaces ostréicoles et les paysages des marais de la Seudre.

#### Transports en commun

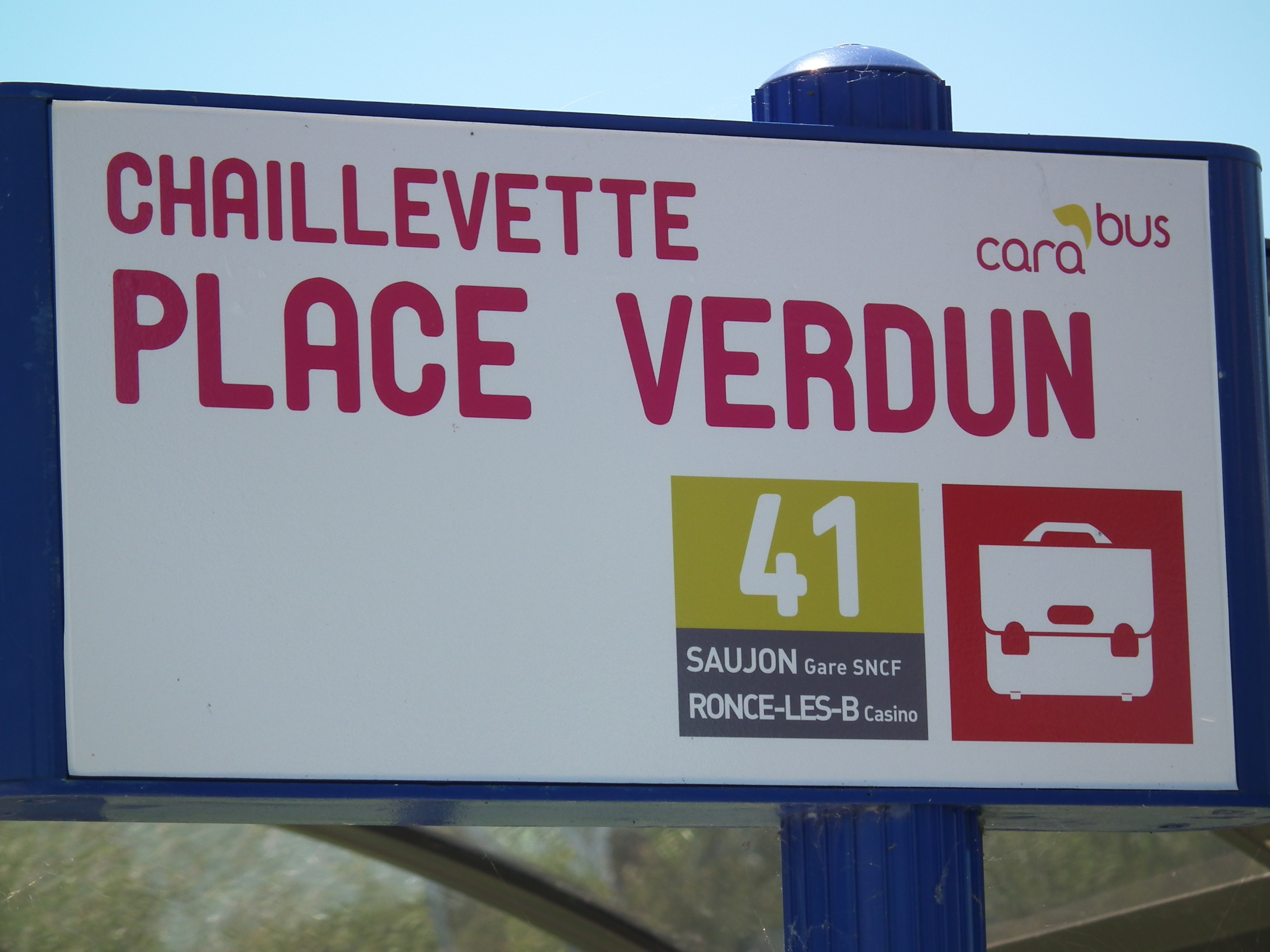
Station « Place de Verdun » en centre-bourg.

La ville est desservie par le réseau de transports urbains Cara'Bus qui la relie aux autres communes de l'agglomération royannaise. Inauguré le 2 janvier 2006 sous le nom « Très Royannais », il était à l'origine composé de minibus de type hybride (électrique et diesel). Exploité depuis septembre 2008 par la société Veolia Transport (devenue Transdev en 2013), il est rebaptisé « Cara'Bus » depuis lors.
La modernisation du réseau de transports urbains de l'agglomération le 5 janvier 2009 a conduit à l'achat de navettes de type Heuliez GX 127 ainsi qu'à l'accroissement du nombre de lignes régulières, passant de trois à dix, auxquelles s'ajoutent trois lignes supplémentaires en période estivale.
La ligne 41 du réseau Cara'bus (Ronce-les-Bains-La Tremblade-Saujon-Cozes) et la ligne 22 (Ronce-les-Bains-La Tremblade-Breuillet-Vaux-sur-Mer-Royan) desservent la commune. Deux stations sont implantées sur son territoire. La station Cabanes se situe à proximité des grands axes de la presqu'île d'Arvert, la D 14 et l'entrée de la rocade ; quant à la station Place de Verdun, elle est située en centre-bourg, à proximité du bureau de poste et de la mairie.

#### Transports aériens
L'aéroport le plus proche est celui de Rochefort-Saint-Agnant, à environ 25 kilomètres au nord. L'aéroport de La Rochelle-Île de Ré, à 50 kilomètres au nord, permet de relier quelques grandes villes françaises, comme Paris ou Lyon, ainsi que les Îles Britanniques ou l'Europe du Nord. À environ 100 kilomètres au sud-est de la commune, l'aéroport de Bordeaux - Mérignac est un aéroport international permettant des liaisons vers de nombreux pays.
Les aérodromes de Royan-Médis et de Marennes-Saint-Just, tous deux à environ 15 kilomètres, sont réservés à l'aviation légère.

## Urbanisme

### Typologie
Au 1er janvier 2024, Chaillevette est catégorisée petite ville, selon la nouvelle grille communale de densité à 7 niveaux définie par l'Insee en 2022.
Elle appartient à l'unité urbaine de La Tremblade, une agglomération intra-départementale dont elle est une commune de la banlieue,. Par ailleurs la commune fait partie de l'aire d'attraction de Royan, dont elle est une commune de la couronne,. Cette aire, qui regroupe 26 communes, est catégorisée dans les aires de 50 000 à moins de 200 000 habitants,.
La commune, bordée par l'océan Atlantique, est également une commune littorale au sens de la loi du 3 janvier 1986, dite loi littoral. Des dispositions spécifiques d’urbanisme s’y appliquent dès lors afin de préserver les espaces naturels, les sites, les paysages et l’équilibre écologique du littoral, tel le principe d'inconstructibilité, en dehors des espaces urbanisés, sur la bande littorale des 100 mètres, ou plus si le plan local d’urbanisme le prévoit.

### Occupation des sols

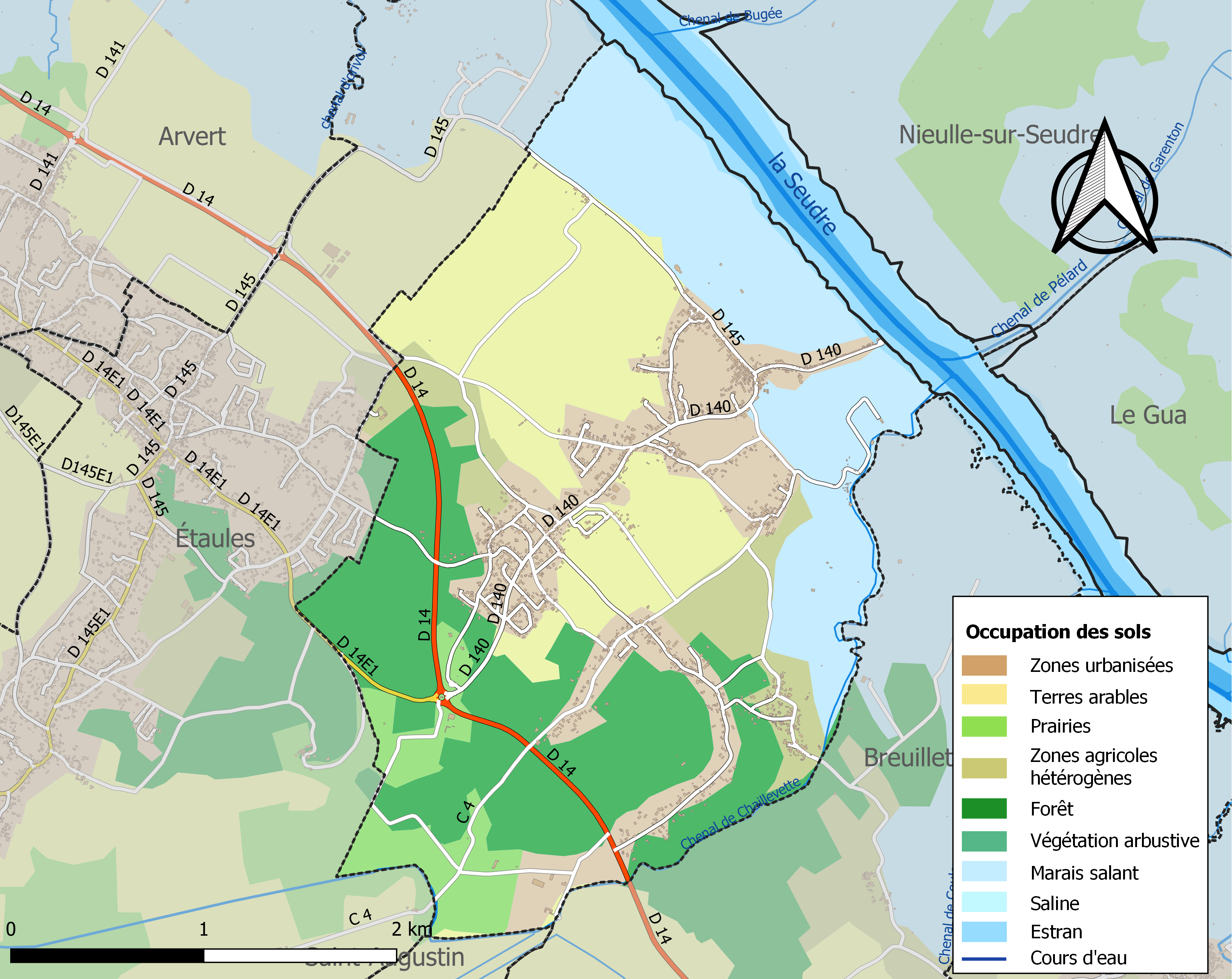
Carte des infrastructures et de l'occupation des sols de la commune en 2018 (CLC).

L'occupation des sols de la commune, telle qu'elle ressort de la base de données européenne d’occupation biophysique des sols Corine Land Cover (CLC), est marquée par l'importance des territoires agricoles (34,2 % en 2018), en diminution par rapport à 1990 (43,2 %). La répartition détaillée en 2018 est la suivante : 
forêts (23,9 %), zones humides côtières (22,2 %), terres arables (21,6 %), zones urbanisées (17,7 %), zones agricoles hétérogènes (6,8 %), prairies (5,6 %), eaux continentales (2 %), cultures permanentes (0,1 %).
L'IGN met par ailleurs à disposition un outil en ligne permettant de comparer l’évolution dans le temps de l’occupation des sols de la commune (ou de territoires à des échelles différentes). Plusieurs époques sont accessibles sous forme de cartes ou photos aériennes : la carte de Cassini (XVIIIe siècle), la carte d'état-major (1820-1866) et la période actuelle (1950 à aujourd'hui).

### Risques majeurs
Le territoire de la commune de Chaillevette est vulnérable à différents aléas naturels : météorologiques (tempête, orage, neige, grand froid, canicule ou sécheresse), inondations, mouvements de terrains et séisme (sismicité modérée). Il est également exposé à un risque technologique,  le transport de matières dangereuses. Un site publié par le BRGM permet d'évaluer simplement et rapidement les risques d'un bien localisé soit par son adresse soit par le numéro de sa parcelle.

#### Risques naturels
La commune fait partie du territoire à risques importants d'inondation (TRI) du littoral charentais-maritime, regroupant 40 communes concernées par un risque de submersion marine de la zone côtière, un des 21 TRI qui ont été arrêtés fin 2012 sur le bassin Adour-Garonne et confirmé en 2018 lors du second cycle de la Directive inondation, mais annulé en 2020. Les submersions marines les plus marquantes des XXe et XXIe siècles antérieures à 2019 sont celles liées à la tempête du 9 février 1924, à la tempête du 15 février 1957, aux tempêtes Lothar et Martin des 26 et 27 décembre 1999 et à la tempête Xynthia des 27 et 28 février 2010. D’une violence exceptionnelle, la tempête Xynthia a fortement endommagé le littoral de la Charente Maritime : douze personnes ont perdu la vie (essentiellement par noyade), des centaines de familles ont dû être relogées, et, sur un linéaire de l’ordre de 400 km de côte et de 225 km de défenses contre la mer, environ la moitié de ces ouvrages a subi des dommages plus ou moins importants. C’est environ 5 000 à 6 000 bâtiments qui ont été submergés et 40 000 ha de terres agricoles. La commune a été reconnue en état de catastrophe naturelle au titre des dommages causés par les inondations et coulées de boue survenues en 1982, 1999, 2010 et 2018,.

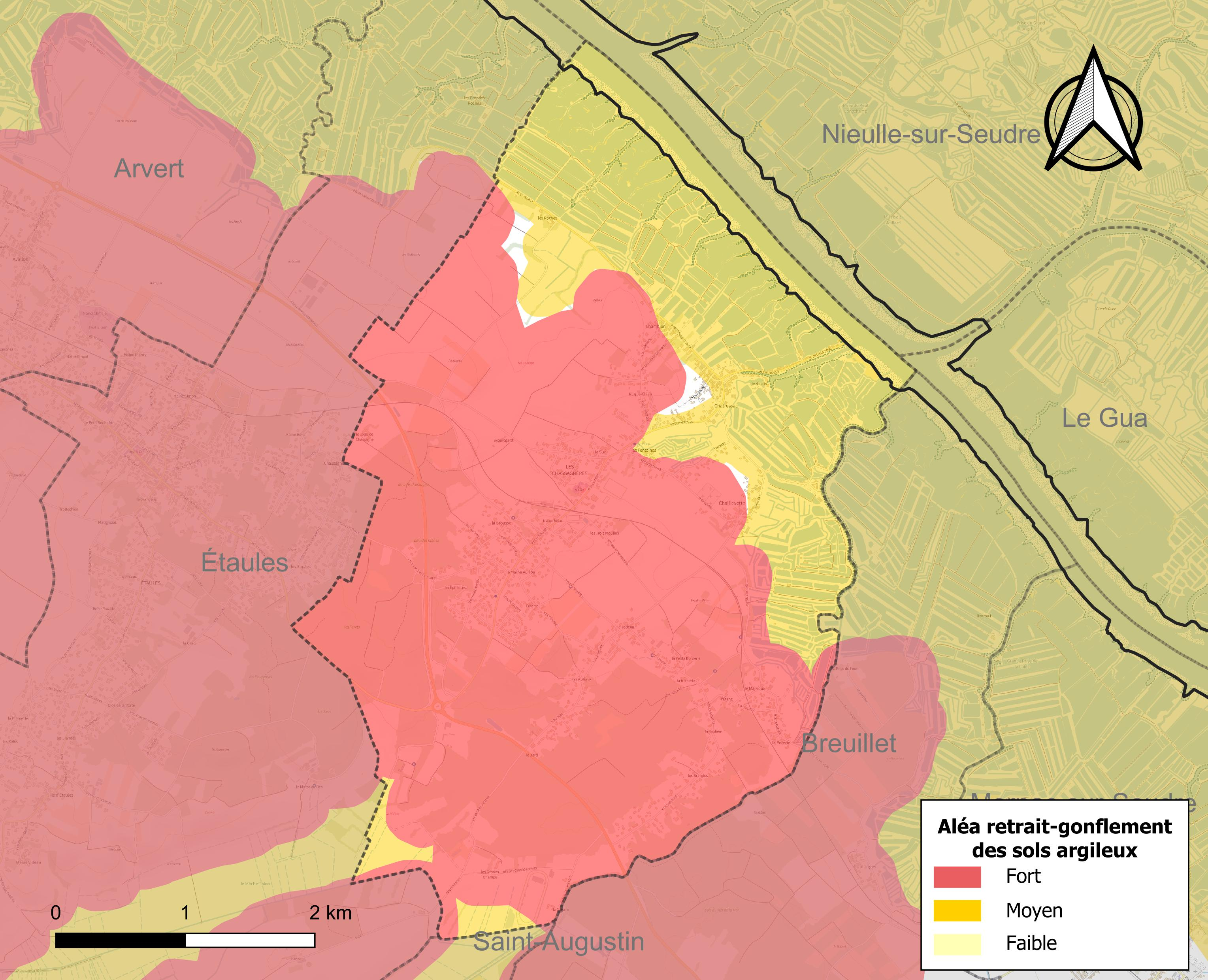
Carte des zones d'aléa retrait-gonflement des sols argileux de Chaillevette.

Les mouvements de terrains susceptibles de se produire sur la commune sont des tassements différentiels.
Le retrait-gonflement des sols argileux est susceptible d'engendrer des dommages importants aux bâtiments en cas d’alternance de périodes de sécheresse et de pluie. 99,2 % de la superficie communale est en aléa moyen ou fort (54,2 % au niveau départemental et 48,5 % au niveau national). Sur les 916 bâtiments dénombrés sur la commune en 2019,  894 sont en aléa moyen ou fort, soit 98 %, à comparer aux 57 % au niveau départemental et 54 % au niveau national. Une cartographie de l'exposition du territoire national au retrait gonflement des sols argileux est disponible sur le site du BRGM,.
Par ailleurs, afin de mieux appréhender le risque d’affaissement de terrain, l'inventaire national des cavités souterraines permet de localiser celles situées sur la commune.
Concernant les mouvements de terrains, la commune a été reconnue en état de catastrophe naturelle au titre des dommages causés par la sécheresse en 1989, 1991, 1996, 2003, 2005, 2011, 2017 et 2018 et par des mouvements de terrain en 1999 et 2010.

#### Risques technologiques
Le risque de transport de matières dangereuses sur la commune est lié à sa traversée par une ou des infrastructures routières ou ferroviaires importantes ou la présence d'une canalisation de transport d'hydrocarbures. Un accident se produisant sur de telles infrastructures est susceptible d’avoir des effets graves sur les biens, les personnes ou l'environnement, selon la nature du matériau transporté. Des dispositions d’urbanisme peuvent être préconisées en conséquence.

## Toponymie
Le nom de la commune est tiré du saintongeais chaille, signifiant « caillou ». Il pourrait faire référence à une antique « pierre sacrée», car on aurait trouvé les vestiges d'un temple assez important. Il est attesté que la région est habitée depuis fort longtemps ainsi qu'en témoignent les mosaïques trouvées dans des vignes et des dolmens, attestés au XIXe siècle, mais disparus aujourd'hui.

## Histoire
La présence humaine est attestée sur le territoire de la commune dès le Néolithique par l'édification de plusieurs dolmens désormais détruits. Le premier était situé au lieu-dit la Grosse Borne, il n'en demeure que la Pierre levée de Beauregard située à la limite des communes d'Étaules et de Chaillevette. Le second édifice, dit de Cellery (ou de Sillery), portait également le surnom de Crève-Sot en raison des nombreuses gens qui creusèrent à son pied inutilement dans l'espoir d'y découvrir de l'or. Enfin, les ruines d'un troisième dolmen seraient visibles au lieu-dit des Moullères.

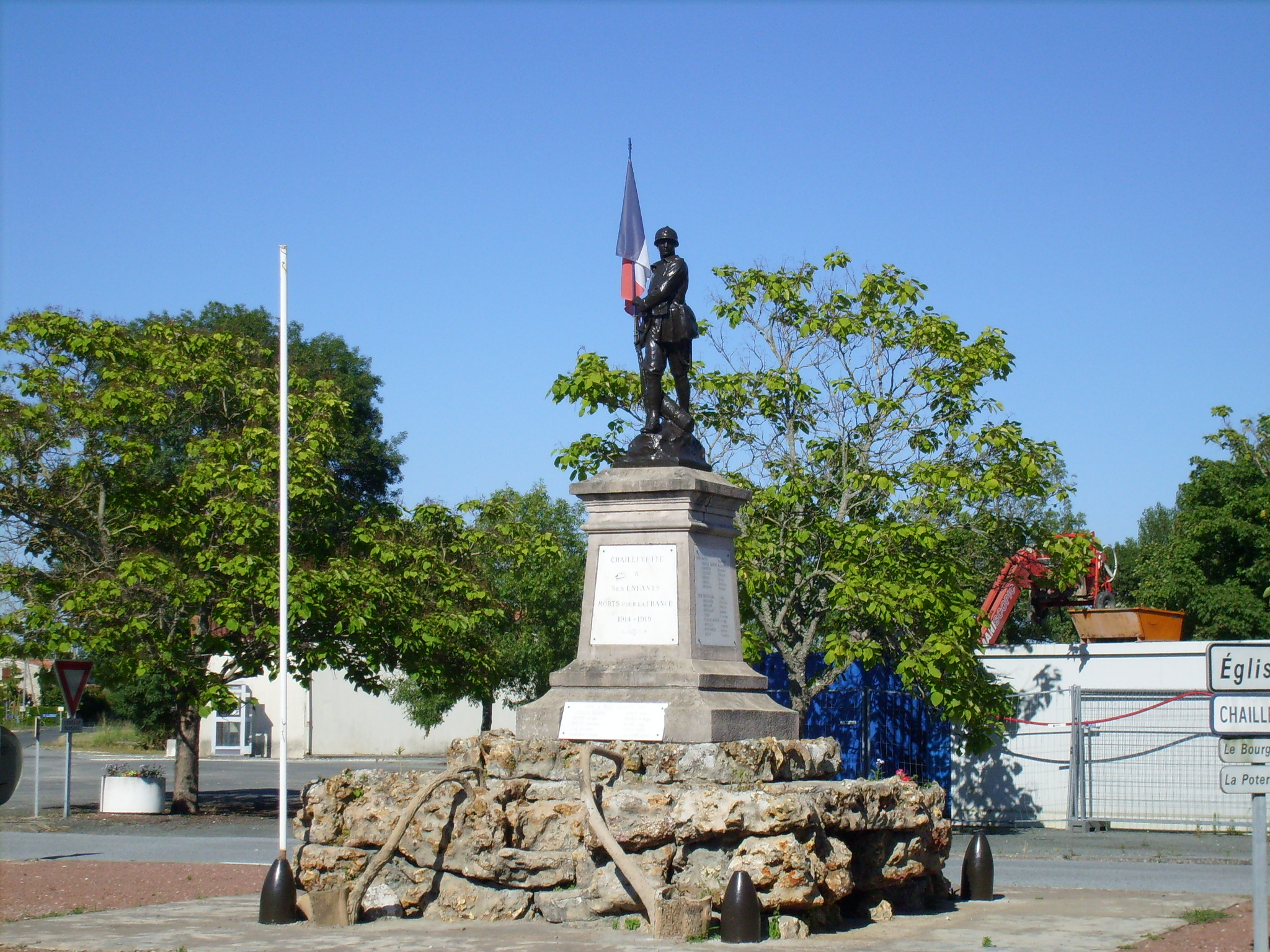
Le monument aux morts de la place de Verdun.

Des traces prouvant l'existence d'un atelier gaulois d'extraction de sel ont été découvertes sur la commune.
Le château de Chaillevette fut démantelé et reconstruit à Marennes.
Le temple de Chaillevette peut accueillir jusqu'à 300 fidèles, car à l'époque de sa construction, la population chaillevettonne était composée aux 2/3 de Protestants.
La première église se trouvait dans le vieux cimetière de Chaillevette, mais la population catholique augmentant de plus en plus, il a été décidé d'en construire une seconde, plus grande, à 500 mètres, près d'une place qui, autrefois, était un cimetière. Il ne reste plus rien de la première église.
Un moulin était implanté près de la Grosse Borne, disparu depuis longtemps, profitait surtout aux habitants du château de Beauregard.
Des moulins à marée fonctionnaient il y a encore peu de temps sur le territoire de la commune.

## Politique et administration

### Administration municipale
De 1789 à 1799, en vertu de la loi du 14 décembre 1789, les agents municipaux (maires) sont élus au suffrage direct pour 2 ans et rééligibles, par les citoyens actifs de la commune âgés d'au moins 25 ans, contribuables payant une contribution au moins égale à 3 journées de travail dans la commune. Sont éligibles ceux qui paient un impôt équivalent au moins à dix journées de travail.

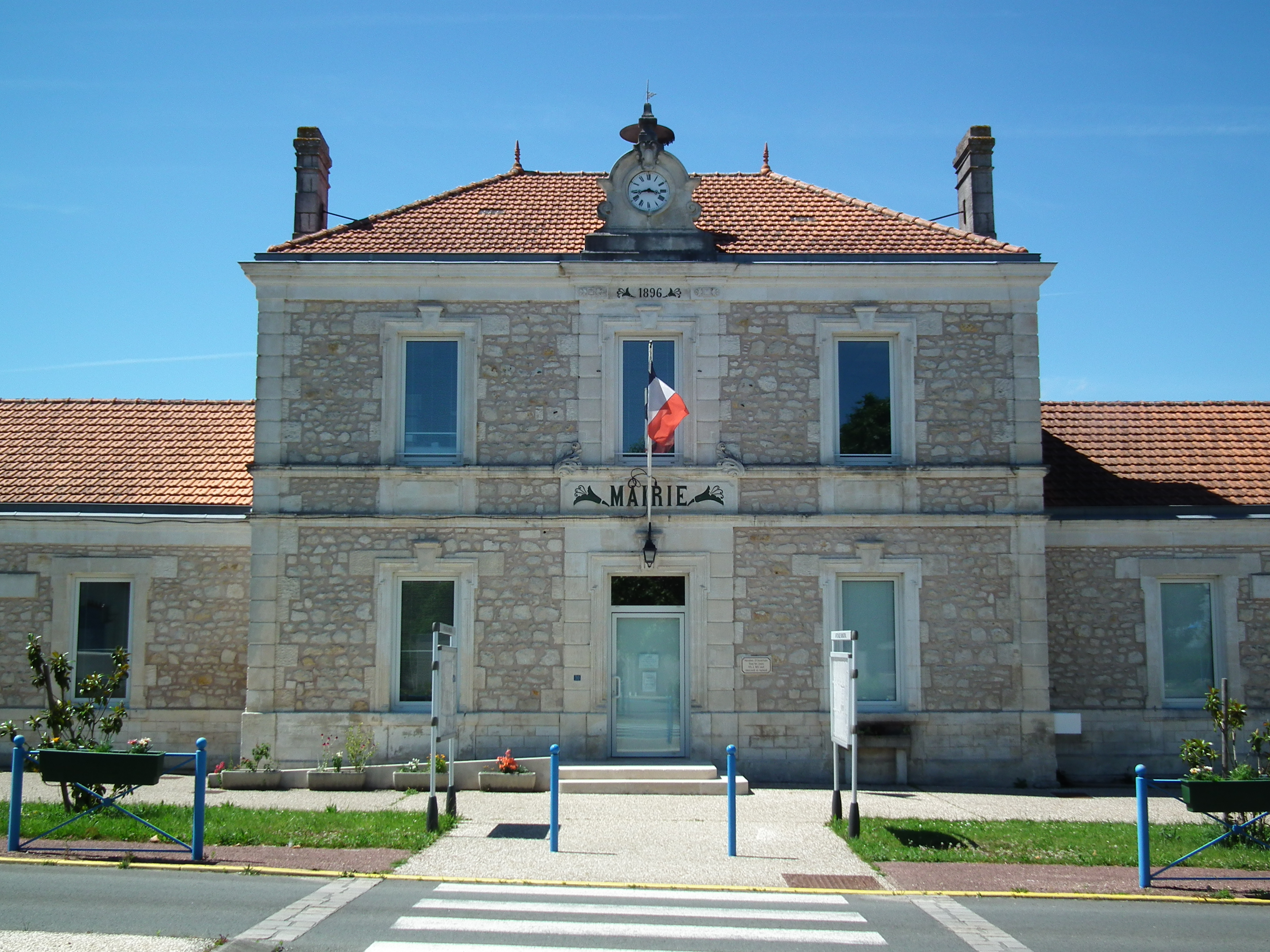
La mairie de Chaillevette.

De 1799 à 1848, La constitution du 22 frimaire an VIII (13 décembre 1799) revient sur l’élection du maire, les maires sont nommés par le préfet pour les communes de moins de 5 000 habitants. La Restauration instaure la nomination des maires et des conseillers municipaux. Après les lois organiques 1831, les maires sont nommés (par le roi pour les communes de plus de 3 000 habitants, par le préfet pour les plus petites), mais les conseillers municipaux sont élus au suffrage censitaire pour six ans.
Du 3 juillet 1848 à 1851, les maires sont élus par le conseil municipal pour les communes de moins de 6 000 habitants.
De 1851 à 1871, les maires sont nommés par le préfet, pour les communes de moins de 3 000 habitants et pour 5 ans à partir de 1855. Après 1871, les maires sont de nouveau élus, sauf dans les chefs-lieux (de départements, d'arrondissements ou de cantons).
Ce n'est que le 28 mars 1882, qu'une loi sur l’organisation municipale (encore en vigueur) est votée, et qui régit le principe de l'élection du maire et des adjoints par le conseil municipal, quelle que soit l'importance de la commune (sauf pour Paris). La loi du 5 avril 1884 fixe le mandat à quatre ans, durée portée le 10 avril 1929 à six ans.
De par sa taille, la commune dispose d'un conseil municipal de 15 membres (article L2121-2 du Code général des collectivités territoriales).

### Liste des maires
| Période | Période  | Identité         | Étiquette | Qualité                              |
| ------- | -------- | ---------------- | --------- | ------------------------------------ |
| ?       | 1942     | André Bernard    |           | Révoqué par le Gouvernement de Vichy |
| 1945    | 1977     | Edmond Besson    |           |                                      |
| 1977    | 1983     | Jean Guérin      |           |                                      |
| 1983    | 2001     | Jacques Piaud    |           |                                      |
| 2001    | 2014     | Danielle Crochet |           |                                      |
| 2014    | 2020     | Vincent Griolet  | DVG       | Agriculteur retraité                 |
| 2020    | 2023     | Guy Mary         |           |                                      |
| 2024    | En cours | Angèle Bazin     |           |                                      |

### Tendances politiques et résultats
Résultats du second tour des élections présidentielles de 2017, 2012, 2007 et 2002 :
- élection présidentielle de 2017 : 55,25 % pour Emmanuel Macron (EM!), 44,75 % pour Marine Le Pen (FN). Participation : 82,18 %[53]
- élection présidentielle de 2012 : 56,80 % pour Nicolas Sarkozy (UMP), 43,20 % pour François Hollande (PS). Participation : 86,41 %[54]
- élection présidentielle de 2007 : 60,65 % pour Nicolas Sarkozy (UMP), 39,35 % pour Ségolène Royal (PS). Participation : 90,58 %[55]
- élection présidentielle de 2002 : 85,82 % pour Jacques Chirac (RPR), 14,18 % pour Jean-Marie Le Pen (FN). Participation : 84,40 %[56]

Résultats des élections législatives de 2017, 2012, 2007 et 2002 :
- élections législatives de 2017 :  59,77 % pour Didier Quentin (LR), 40,23 % pour Gérard Potennec (MoDem). Participation : 43,99 %[57]
- élections législatives de 2012 : 55,00 % pour Didier Quentin (UMP), 45,00 % pour Vincent Barraud (PRG). Participation : 61,97 %[58]
- élections législatives de 2007 : 58,14 % pour Didier Quentin (UMP), 21,69 % pour Vincent Barraud (PRG). Participation : 64,42 %[59]
- élections législatives de 2002 : 67,64 % pour Didier Quentin (RPR), 32,36 % pour Régine Joly (PS). Participation : 68,85 %[60]

Résultats des élections régionales de 2015, 2010 et 2004:
- élections régionales de 2015 : 37,67 % pour Virginie Calmels (UMP), 33,83 % pour Jacques Colombier (FN), 28,50 % pour Alain Rousset (PS). Participation : 57,37 %[61]
- élections régionales de 2010 : 50,97 % pour Dominique Bussereau (UMP), 49,03 % pour Ségolène Royal (PS). Participation : 58,26%[62]
- élections régionales de 2004 : 46,92 % pour Élizabeth Morin (UMP), 42,17 % pour Ségolène Royal (PS), 10,85 % pour Jean-Romée Charbonneau (FN). Participation : 68,92 %[63]

### Région
À la suite de la réforme administrative de 2014 ramenant le nombre de régions de France métropolitaine de 22 à 13, la commune appartient depuis le 1er janvier 2016 à la région Nouvelle-Aquitaine, dont la capitale est Bordeaux. De 1972 au 31 décembre 2015, elle a appartenu à la région Poitou-Charentes, dont le chef-lieu était Poitiers.

### Canton
Chaillevette est une des neuf communes du canton de La Tremblade, dont elle est, en 2015, la septième commune la plus peuplée derrière Les Mathes et devant Saint-Augustin.

### Intercommunalité
Chaillevette est une des 33 communes adhérant à la Communauté d'agglomération Royan Atlantique, qui rassemble nombre de communes de la grande périphérie de Royan.

### Instances judiciaires
Chaillevette dépend du tribunal d'instance et du conseil de prud'hommes de Rochefort, du tribunal de grande instance, du tribunal pour enfants et du tribunal de commerce de La Rochelle, du tribunal administratif et de la cour d'appel de Poitiers. La cour administrative d'appel est à Bordeaux

### Fiscalité locale
| Taxe                                                | Part communale | Part intercommunale | Part départementale | Part régionale |
| --------------------------------------------------- | -------------- | ------------------- | ------------------- | -------------- |
| Taxe d'habitation (TH)                              | 12,54 %        | 0,00 %              | 7,12 %              | 0,00 %         |
| Taxe foncière sur les propriétés bâties (TFPB)      | 17,98 %        | 0,00 %              | 14,01 %             | 3,32 %         |
| Taxe foncière sur les propriétés non bâties (TFPNB) | 30,92 %        | 0,00 %              | 29,17 %             | 8,63 %         |
| Cotisation foncière des entreprises (CFE)           | 0,00 %         | 22,54 %             | 0,00 %              | 0,00 %         |

La part régionale de la taxe d'habitation n'est pas applicable.
La taxe professionnelle est remplacée en 2010 par la cotisation foncière des entreprises (CFE) portant sur la valeur locative des biens immobiliers et par la contribution sur la valeur ajoutée des entreprises (CVAE) (les deux formant la contribution économique territoriale (CET) qui est un impôt local instauré par la loi de finances pour 2010).

## Population et société

### Démographie

#### Évolution démographique
L'évolution du nombre d'habitants est connue à travers les recensements de la population effectués dans la commune depuis 1793. Pour les communes de moins de 10 000 habitants, une enquête de recensement portant sur toute la population est réalisée tous les cinq ans, les populations de référence des années intermédiaires étant quant à elles estimées par interpolation ou extrapolation. Pour la commune, le premier recensement exhaustif entrant dans le cadre du nouveau dispositif a été réalisé en 2004.

En 2022, la commune comptait 1 652 habitants, en évolution de +7,13 % par rapport à 2016 (Charente-Maritime : +4,04 %, France hors Mayotte : +2,11 %).
| 1793  | 1800  | 1806  | 1821  | 1831  | 1836  | 1841 | 1846 | 1851 |
| ----- | ----- | ----- | ----- | ----- | ----- | ---- | ---- | ---- |
| 1 221 | 1 180 | 1 062 | 1 020 | 1 053 | 1 042 | 928  | 945  | 928  |

| 1856 | 1861 | 1866 | 1872 | 1876 | 1881 | 1886  | 1891  | 1896  |
| ---- | ---- | ---- | ---- | ---- | ---- | ----- | ----- | ----- |
| 946  | 940  | 935  | 908  | 918  | 956  | 1 001 | 1 015 | 1 089 |

| 1901  | 1906  | 1911  | 1921 | 1926 | 1931 | 1936  | 1946  | 1954  |
| ----- | ----- | ----- | ---- | ---- | ---- | ----- | ----- | ----- |
| 1 043 | 1 048 | 1 047 | 861  | 884  | 955  | 1 014 | 1 010 | 1 071 |

| 1962  | 1968  | 1975  | 1982  | 1990  | 1999  | 2004  | 2006  | 2009  |
| ----- | ----- | ----- | ----- | ----- | ----- | ----- | ----- | ----- |
| 1 120 | 1 073 | 1 011 | 1 019 | 1 031 | 1 082 | 1 212 | 1 297 | 1 390 |

| 2014  | 2019  | 2022  | - | - | - | - | - | - |
| ----- | ----- | ----- | - | - | - | - | - | - |
| 1 513 | 1 610 | 1 652 | - | - | - | - | - | - |

#### Pyramide des âges
La population de la commune est relativement jeune.
En 2018, le taux de personnes d'un âge inférieur à 30 ans s'élève à 29,7 %, soit au-dessus de la moyenne départementale (29 %). À l'inverse, le taux de personnes d'âge supérieur à 60 ans est de 31,9 % la même année, alors qu'il est de 34,9 % au niveau départemental.
En 2018, la commune comptait 780 hommes pour 807 femmes, soit un taux de 50,85 % de femmes, légèrement inférieur au taux départemental (52,15 %).
Les pyramides des âges de la commune et du département s'établissent comme suit.
| Hommes | Classe d’âge | Femmes |
| ------ | ------------ | ------ |
| 1,0    | 90 ou +      | 0,6    |
| 9,2    | 75-89 ans    | 9,5    |
| 20,6   | 60-74 ans    | 22,8   |
| 22,0   | 45-59 ans    | 21,6   |
| 15,9   | 30-44 ans    | 17,2   |
| 14,0   | 15-29 ans    | 11,7   |
| 17,2   | 0-14 ans     | 16,5   |

| Hommes | Classe d’âge | Femmes |
| ------ | ------------ | ------ |
| 1,1    | 90 ou +      | 2,6    |
| 10,1   | 75-89 ans    | 12,6   |
| 22     | 60-74 ans    | 23,2   |
| 20,1   | 45-59 ans    | 19,7   |
| 16,1   | 30-44 ans    | 15,6   |
| 15,2   | 15-29 ans    | 12,7   |
| 15,4   | 0-14 ans     | 13,6   |

### Enseignement
Chaillevette dépend de l'académie de Poitiers (zone A). La commune dispose d'une école maternelle et d'une petite école primaire publique dont les effectifs étaient de 131 élèves pour l'année scolaire 2012-2013 répartis en une classe de maternelle (petite section/moyenne section), une classe de transition (maternelle grande section/CP) et trois classes de primaire (CP/CE1, CE2/CM1 et CM1/CM2). Les cours sont dispensés de 8 heures 45 à 11 heures 45 et de 14 heures à 16 heures (le mercredi de 8 heures 45 à 11 heures 45); ils sont suivis depuis la réforme des rythmes scolaires de 2013 d'une heure d'ateliers périscolaires. L'accueil des élèves est possible à partir de 7 heures 45 le matin et de 17 heures à 18 heures 30 (garderie) afin de permettre aux parents d'élèves qui travaillent de mieux s'organiser. L'établissement dispose d'un service de restauration scolaire fonctionnant en liaison avec la cuisine centrale de Gémozac; deux services sont organisés à 11 heures 50 et 12 heures 50.
Les élèves du second cycle sont dirigés vers le collège de La Tremblade, Chaillevette appartenant au secteur scolaire de cette ville. Cet établissement dispose d'un centre de documentation et d'information (CDI), d'une salle informatique, d'un foyer proposant des activités périscolaires et d'un restaurant scolaire. Les lycées les plus proches sont situés à Royan. Le transport scolaire a été confié au réseau de transports urbains de l'agglomération royannaise Cara'Bus (une ligne régulière et quatre lignes secondaires).

### Politique jeunesse
La politique jeunesse est pensée à l'échelle du canton de La Tremblade. Elle est gérée par un Sivom (Syndicat intercommunal à vocations multiples) et a pour vocation d'accueillir les enfants en dehors des périodes scolaires. Il se compose de trois pôles : petite enfance, enfance (3/12 ans) et jeunesse (13/18 ans). Trois crèches sont ouvertes aux enfants du canton : « La Farandole » et « Pirouettes Cacahuètes », à Arvert, et « Les petites goules » à La Tremblade. L’agglomération royannaise dispose en outre de quatre relais accueil petite enfance, où parents, enfants et professionnels peuvent se rencontrer. Chaillevette dépend du relais d’Arvert (secteur Nord).
Le centre de loisirs cantonal, également implanté à Arvert, est ouvert aux enfants à partir de 3 ans. C'est un centre de loisirs sans hébergement proposant des activités manuelles, des ateliers d'expression, des jeux ou des sorties (accro-branche, piscine, équitation, etc.). Des mini-camps sont organisés pendant l'été. Enfin, la Maison de La Treille, à La Tremblade, est ouverte aux jeunes de 13 à 18 ans. Elle propose des activités sportives, des ateliers, des sorties (surf, paintball, plongée, etc.) et offre une salle avec des jeux vidéo et un accès internet. Les jeunes peuvent également soumettre leurs propres projets.
La commune dispose d'une aire de jeux pour les enfants, implantée dans le prolongement du stade, près de la salle municipale et face à la mairie-école. Elle comprend un bac à sable, une balançoire, des jeux à ressorts, un toboggan et une table de ping-pong. Des tables pour le pique-nique et des bancs ont été installés à proximité immédiate.

### Santé et sécurité
La commune ne compte aucun équipement médical sur son territoire. Les infrastructures les plus proches sont localisées à Étaules ou à Breuillet (cabinets médicaux, dentistes, pharmacies, etc.). Les villes voisines de La Tremblade et plus encore de Royan offrent une palette de soins plus étendue, avec la présence de nombreux spécialistes, d'un centre hospitalier disposant d'un service d'urgences et de deux cliniques privées à Royan.
La sécurité des biens et des personnes est assurée par la gendarmerie de La Tremblade. Cette ville accueille également un centre de secours des sapeurs-pompiers.

### Sports
La commune dispose d'un petit complexe sportif comprenant un terrain de football, un court de tennis, un boulodrome, un panier de basketball et une table de ping-pong. L'ensemble dispose de vestiaires.

### Médias

#### Télévision
Les émetteurs de Royan-Vaux-sur-Mer et de Niort-Maisonnay permettent la réception des chaînes gratuites de la télévision numérique terrestre (TNT) dans l'ensemble de la commune, dont le décrochage local de France 3 Poitou-Charentes. Le 31 mai 2009, l'émetteur de forte puissance a été parmi les premiers à diffuser un nouveau multiplexe, permettant la réception des premières émissions de télévision haute définition (HD).

#### Radio
La plupart des radios nationales présentes dans le département peuvent être écoutées dans la commune. Les informations départementales sont relayées par la station de radio publique France Bleu La Rochelle. Les stations de radio locales pouvant être écoutées dans la commune sont principalement Vogue Radio (radio locale de l'agglomération, dont les studios sont à Arvert et l'émetteur sur le château d'eau de la commune), elle est diffusée dans toute la presqu'île, Royan compris), Demoiselle FM (généraliste, émettant depuis Rochefort, et disposant de studios à Saint-Georges-de-Didonne), Terre Marine FM (généraliste, émettant depuis Fouras), Mixx radio (techno, dance et musiques électroniques, émettant depuis Cognac et reprise par le réémetteur de Saintes), et RCF Accords Charente-Maritime (religieuse, émettant depuis La Rochelle). Wit FM (généraliste, émettant depuis Bordeaux) peut parfois être captée, mais de façon plus aléatoire, en fonction des conditions climatiques.

#### Presse
La presse locale est représentée par le quotidien Sud Ouest, dont le siège est à Bordeaux, et qui dispose d'une rédaction locale à Royan, et par l'hebdomadaire Le Littoral de la Charente-Maritime, dont le siège est à Marennes.

#### Internet haut débit
Un répartiteur téléphonique est implanté dans la commune. En 2013, il est dégroupé par plusieurs opérateurs alternatifs (SFR, Free et Bouygues Telecom), en plus de l'opérateur historique, Orange. ADSL, ADSL 2+, Re-ADSL 2 et la télévision par ADSL sont disponibles dans la commune.

### Cultes
Chaillevette appartient au diocèse catholique de La Rochelle et Saintes, lui-même subdivision de la province ecclésiastique de Poitiers depuis 2002 (de la province ecclésiastique de Bordeaux avant cette date) et au doyenné de Royan. La paroisse est comprise dans le secteur pastoral de la presqu'île d'Arvert, centré sur Marennes.
Le culte protestant est célébré à 10 heures 30, en alternance avec d'autres temples du secteur paroissial, au temple protestant de La Tremblade, Arvert, Étaules, L'Éguille, Marennes, Mornac, Nieulle sur Seudre, Saint-Pierre d'Oléron,.
Les autres confessions ne disposent pas de lieu de culte dans la commune.

## Économie
Chaillevette est au cœur d'un bassin d'emploi particulièrement attractif, la zone d'emploi de Royan (issue de la partition de l'ancienne zone d'emploi Saintonge maritime, qui regroupait de nombreuses communes du Pays Rochefortais, du Pays Marennes-Oléron et du Pays Royannais), forte de 27 753 emplois en 2008. La zone d'emploi de Royan est, avec celle de La Rochelle, la plus dynamique de l'ex-région Poitou-Charentes, toutes deux profitant « d'un tissu économique et d'une démographie dynamiques » (Insee). La croissance y est particulièrement soutenue, du fait du développement des activités tertiaires.

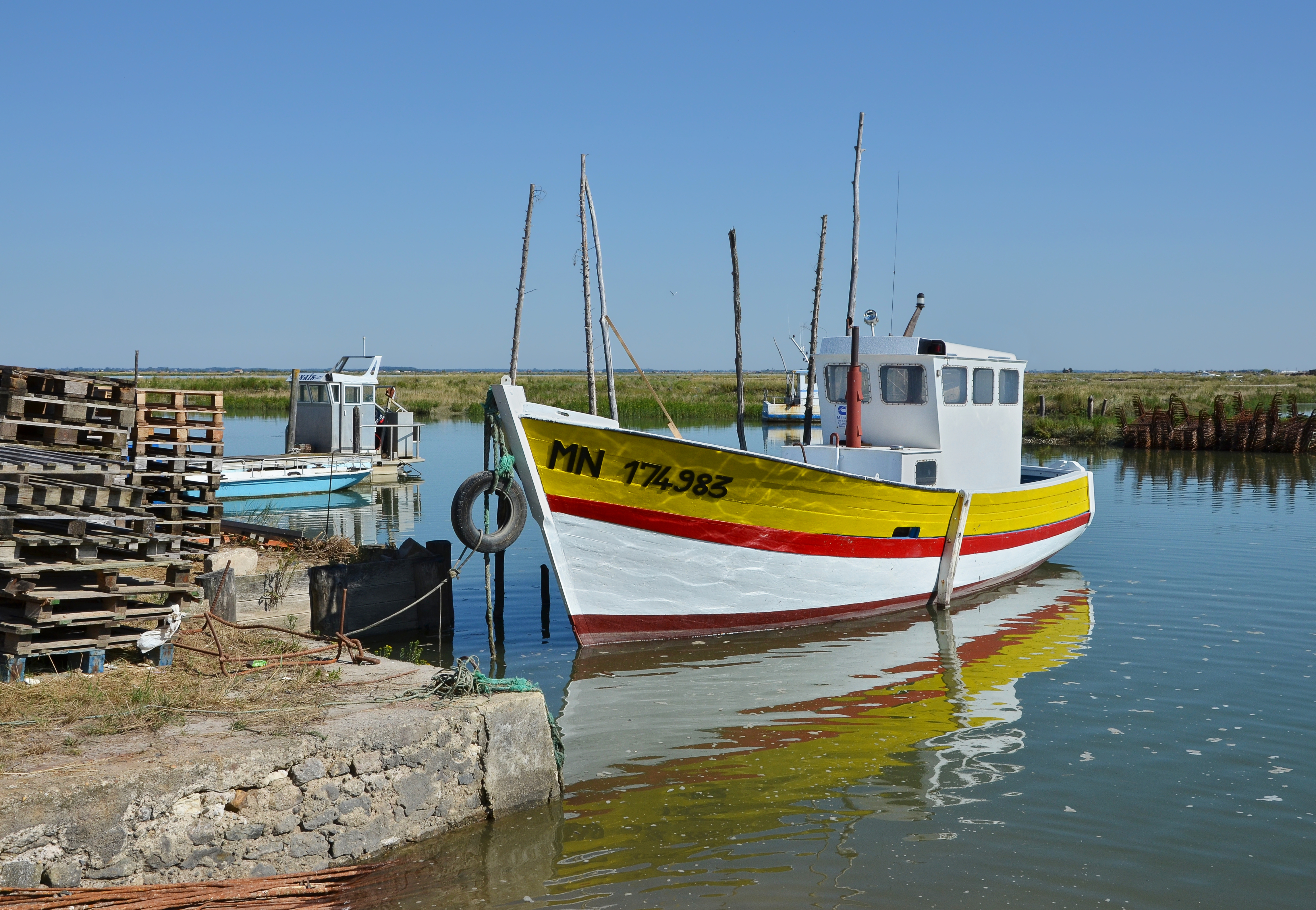
Bateau ostréicole amarré au port de Chatressac.

Deux secteurs d'activité dominent le tissu économique local :
- ostréiculture (huîtres de Marennes-Oléron) ;
- agriculture.

La commune dispose de quelques services et commerces de proximité, établis à proximité de la mairie (bureau de poste, salon de coiffure, boulangerie et distributeur de pain 24 heures sur 24) et du port de Chatressac (supérette Coop et pub irlandais). En saison, des cabanes aménagées permettent la dégustation d'huîtres sur les ports de Chatressac et de Chaillevette. Le tissu économique local est complété par des artisans et plusieurs maisons d'hôtes. Les grandes surfaces les plus proches sont situées à La Tremblade et à Royan.
Un « point emploi » a été mis en place dès 1992 à La Tremblade pour tenter de réguler ce problème et aider les personnes concernées à s'adapter aux changements du marché du travail. Devenu un des quatre « CR2i » (centre de ressources et d’informations intercommunal) de l'agglomération royannaise (avec ceux de Royan, Saujon et Cozes), il fonctionne en partenariat avec la maison de l'emploi du Pays Royannais, le pôle emploi de Royan, la maison des saisonniers et la mission locale du Pays Royannais, et permet de consulter des offres d'emploi, de bénéficier d'aide pour certaines démarches (rédaction de CV, préparation d'entretiens d'embauche) et de participer à des réunions d'information collective.

## Culture locale et patrimoine

### Lieux et monuments

#### Église Saint-Pierre

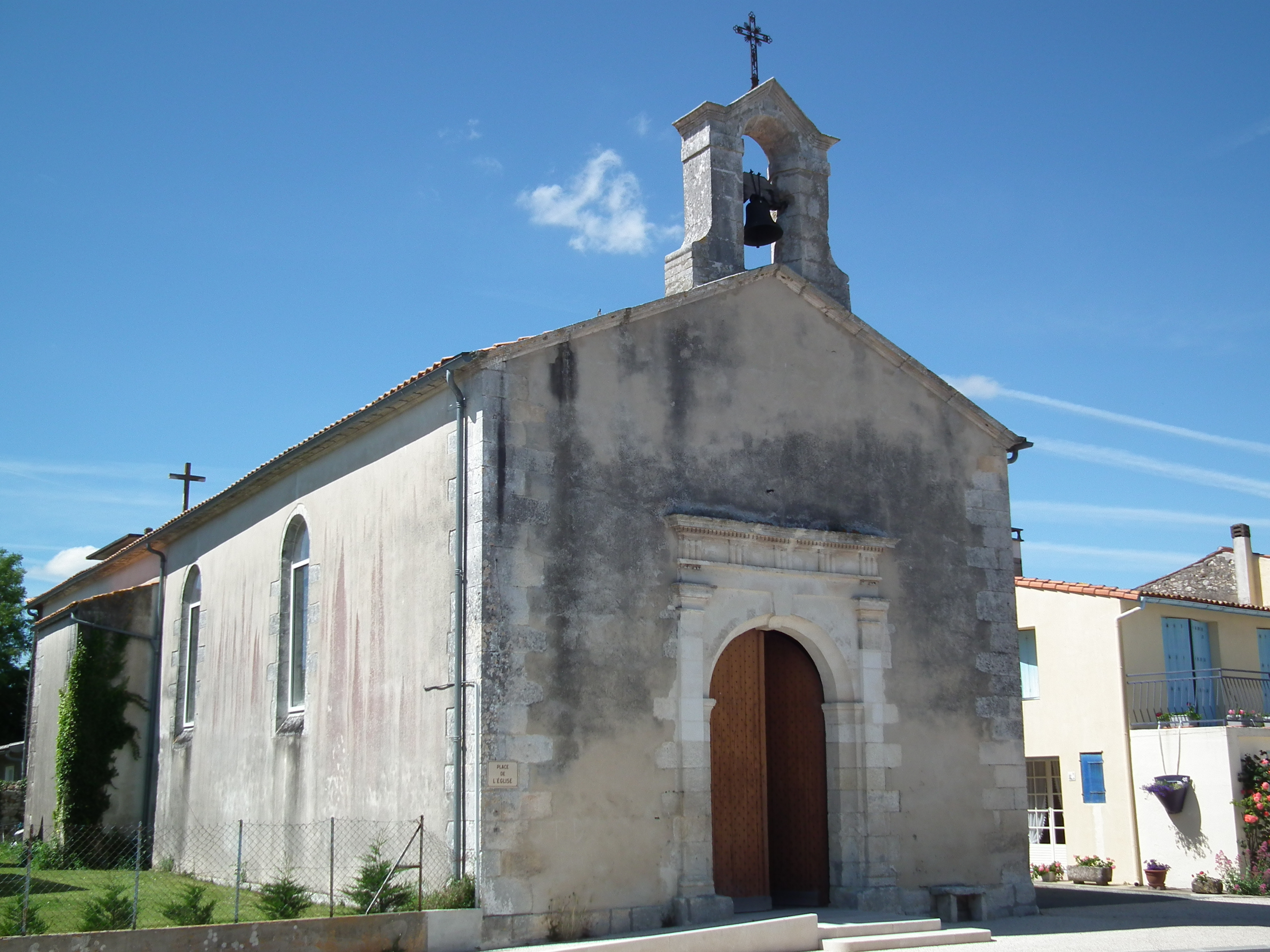
L'église Saint-Pierre (1774-1777), à Chaillevette-Bourg.

L’église Saint-Pierre est relativement récente, puisqu’elle ne date que de la seconde moitié du XVIIIe siècle. Elle succède à un premier sanctuaire d’origine médiévale, durement éprouvé pendant les Guerres de Religion durant lesquelles une partie non négligeable de la population se rallie à la foi réformée et au parti huguenot. L’ancienne église, qui se trouvait à quelques centaines de mètres, est restaurée du mieux possible au sortir du conflit mais n’en demeure pas moins dans une situation critique et présente un risque pour les fidèles, d’où la décision de l’abattre et d’en construire une nouvelle.
Les travaux débutent en 1774 et s’achèvent en 1777. Très simple, l’église affecte une forme en croix latine, avec une nef en pierre de taille (soubassements) et en moellons percée de larges baies en plein cintre et deux croisillons. Le chœur à cinq pans, percé d’une baie centrale, abrite un tabernacle d’inspiration baroque et plusieurs statues de style sulpicien. L’ensemble est couvert de voûtes surbaissées en plâtre portées par des arcs-doubleaux en anse de panier. L’intérieur conserve également des vitraux aux couleurs chaudes datant du XIXe siècle dessinés par le maître-verrier périgourdin Besseyras, ainsi qu’un ex-voto représentant un vieux gréement, le trois mâts « Saint-Victor », suspendu à la voûte. Une plaque funéraire rappelle le souvenir de Marie Claire Marguerite de Bremond d'Ars, épouse de François Armand de Mane, dame de Chassagne, décédée en son logis le 8 octobre 1777 et enterrée dans l'église qui venait d'être achevée cette année-là.
La façade, très sobre, accueille un portail néo-classique cantonné de deux pilastres et surmonté d'une architrave et d'une frise à métopes et triglyphes. Elle est surmontée d'un petit campanile surmonté d'une croix en fer forgé où se trouve la principale cloche de l'église, qui sonne les heures, demi-heures et l'angélus trois fois par jour. À l'arrière de l'abside, un curieux clocher en bois a été édifié.

#### Temple protestant
La Réforme s’établit précocement dans la presqu'île d'Arvert, région largement ouverte sur l’océan et fréquentée par de nombreux marins et marchands d’Europe du Nord qui contribuent à véhiculer les idées luthériennes et calvinistes. Dans la seconde moitié du XVIIIe siècle, une maison d’oraison est édifiée à Paterre. Vétuste et mal bâtie, elle ne répond rapidement plus aux besoins de la communauté et en 1853, décision est prise d’édifier un temple permettant à la communauté protestante de célébrer son culte dans des conditions décentes.

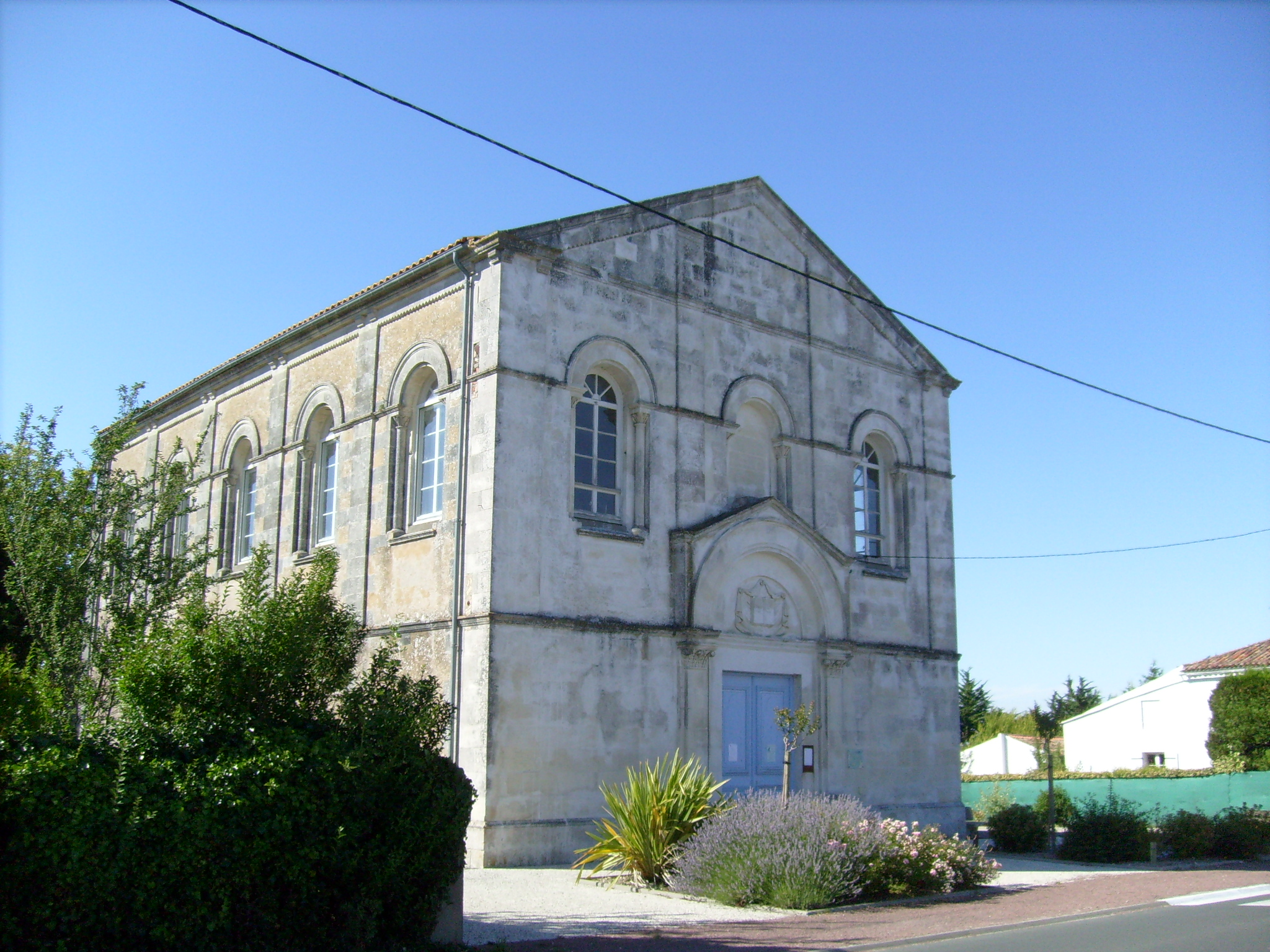
Le temple protestant de La Brousse (1859-1865), œuvre de l'architecte Léon Jossier.

Une étude préalable est commandée à M. Arnaud, architecte de l’arrondissement de Marennes, mais le résultat est jugé insatisfaisant par la municipalité. Un second plan plus ambitieux est finalement accepté par la commune en 1856, pour un coût estimé à 16600 F financé par un emprunt, une souscription publique et la récupération des matériaux de la maison d’oraison de Paterre, condamnée à la démolition. Le culte est ainsi provisoirement célébré dans une salle de la vinaigrerie Gatineau, sur le port de Chatressac.
En 1857, c’est finalement l’architecte parisien Léon Jossier, qui vient d’achever deux ans plus tôt le curieux temple octogonal de Saint-Sulpice-de-Royan (et qui sera chargé de construire dans la foulée le temple de la ville voisine d’Étaules, de facture plus classique) qui reprend l’affaire. Les travaux débutent en 1859, mais le projet nécessite de contracter de nouveaux emprunts (3981 F pour le gros œuvre en 1858 et 3377 F de devis supplémentaire en 1860). Le gros œuvre avance vite — la dédicace et l'ouverture au culte interviennent dès 1860 — et en 1865, les dernières finitions (construction du mur de clôture) sont achevées.
Édifié à l’entrée de Chaillevette, au lieu-dit « La Brousse », le temple mêle styles néo-roman et néo-classique. D’une grande sobriété, à l’instar de la plupart des bâtiments protestants de la région, il se compose d’une simple nef rectangulaire de cinq travées, largement éclairée par une série de baies en plein cintre. La façade, divisée en trois registres verticaux par des pilastres toscans peu saillants, accueille un portail d’inspiration antique. Le tympan est orné d’une bible ouverte sculptée où est inscrit « Le Christ est ma vie ». L’intérieur conserve une chaire en bois et une table sainte provenant de l’ancienne maison d’oraison de Paterre. L’ensemble a été restauré en 1980. Le culte est célébré ponctuellement, et il est rare que le temple soit ouvert à la visite.

#### Aux alentours
En plein cœur de la presqu'île d'Arvert, la commune jouit d'une situation géographique privilégiée qui la place à une dizaine de kilomètres des principales stations balnéaires de la côte de Beauté (Royan, bien sûr, classée ville d'art et d'histoire, mais aussi La Palmyre et son parc zoologique, Saint-Palais-sur-Mer, Vaux-sur-Mer, Saint-Georges-de-Didonne).

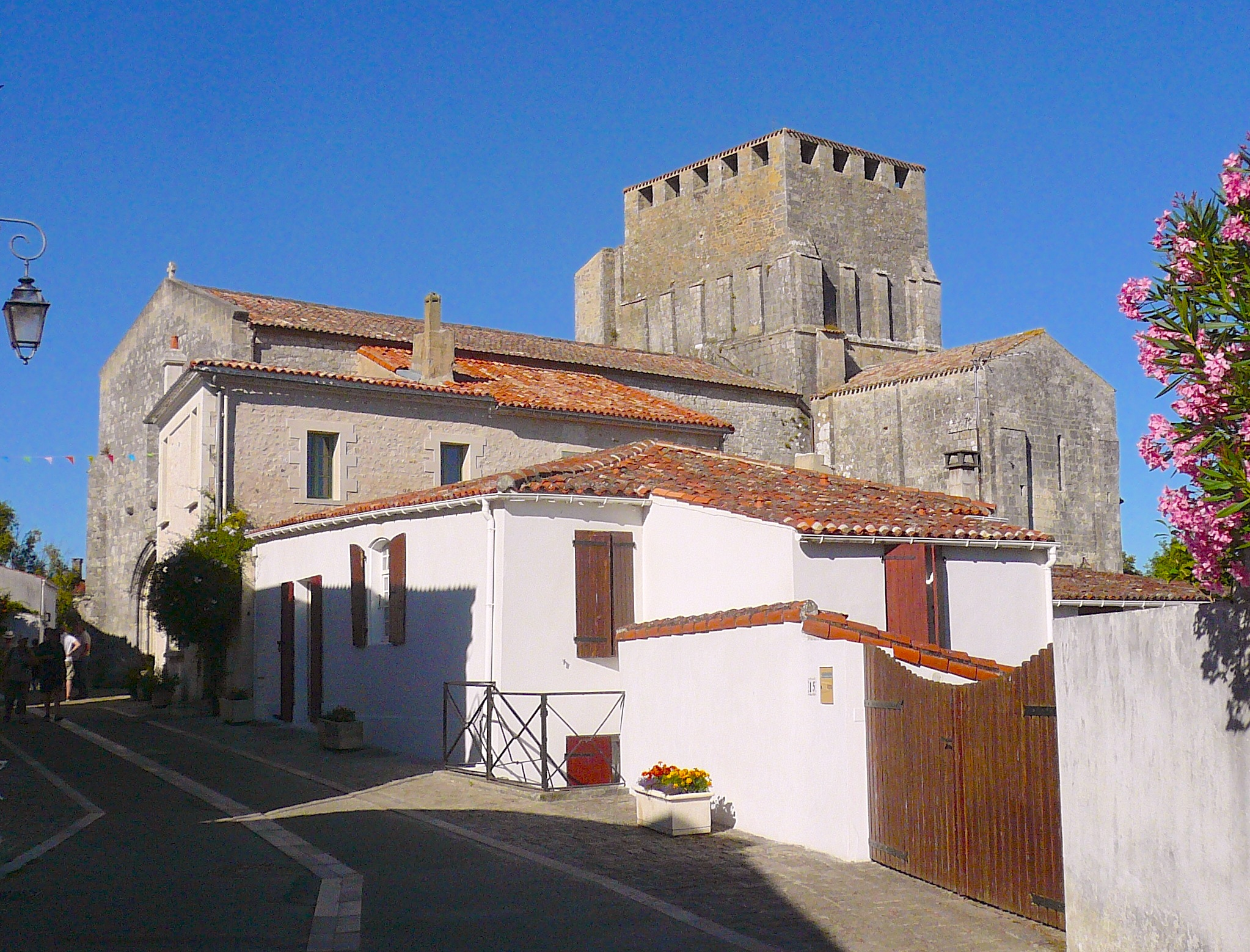
Le village médiéval de Mornac-sur-Seudre n'est distant que de quelques kilomètres.

Orientées plein ouest, les plages de la côte sauvage, au pied des dunes et du phare de la Coubre (le plus haut du département), sont réputées pour leurs violents rouleaux qui en font un spot de surf fréquenté, où des compétitions sont organisées régulièrement.
Un peu plus à l'est, la station balnéaire de Ronce-les-Bains, abritée des courants, fait face aux côtes de l'île d'Oléron et à Saint-Trojan-les-Bains, station balnéaire et climatique. La forêt domaniale de la Coubre et la forêt des Combots d'Ansoine, à quelques kilomètres du centre-ville, font partie des principaux poumons verts de l'agglomération royannaise. Elles s'intègrent à un vaste ensemble forestier de près de 10 000 hectares, constitué en grande partie de pins maritimes (pinède) et de chênes verts, où de nombreux sentiers de randonnée ont été aménagés.
Près de l'estuaire de la Seudre, à quelques kilomètres du centre-bourg, plusieurs petits ports ostréicoles rappellent que cette partie de la presqu'île appartient au bassin de Marennes-Oléron. Mornac-sur-Seudre, petit bourg médiéval posté au milieu des marais de la Seudre, bénéficiant du label Les Plus Beaux Villages de France, compte sur des ruelles sinueuses plantées de roses trémières et des maisons blanchies à la chaux. Un peu plus loin, le village de L'Éguille, un peu en aval de Saujon, garde une atmosphère typique.
Enfin, en s'enfonçant dans l'arrière-pays, la ville de Marennes possède une église dotée du plus haut clocher du département (85 mètres), Saujon est une station thermale fréquentée, et une multitude de petites églises de campagne rappellent les grandes heures du style roman saintongeais (Breuillet, Saint-Sulpice-de-Royan ou encore Médis).

### Culture

#### Équipements culturels
La salle des fêtes permet aux principales associations (danse de salon, danse country, zumba, tennis de table) de tenir leurs réunions. Principale infrastructure culturelle de la commune, elle se dresse face à la mairie-école (place Edmond Besson). Elle peut accueillir près de 450 personnes (dont 350 places assises), comporte une scène permettant la tenue de pièces de théâtre, de concerts et peut à l'occasion faire office de cinéma.
Une « boîte à livre » a été installée dans la commune au niveau du bureau de poste. Ce concept d'origine américaine porté localement par le Lions Club permet à chacun de prendre et de déposer gratuitement des livres et des magazines.

### Patrimoine culturel

#### Langue saintongeaise

Aire linguistique du Saintongeais.

La commune est située dans l'aire linguistique du saintongeais, un dialecte faisant partie de la famille des langues d’oïl, branche des langues romanes, qui comprend également le français, l’angevin le picard et le poitevin avec lequel il est souvent regroupé dans un domaine plus vaste, le poitevin-saintongeais.
Le saintongeais (saintonjhais) est la langue vernaculaire parlée dans les anciennes provinces d'Aunis, Saintonge et Angoumois. On l'appelle aussi le charentais ou encore le patois charentais. Les locuteurs sont dits patoisants.
Le saintongeais a fortement influencé l’acadien et en conséquence, par ricochet, le cadien ; quant au québécois, il a été influencé par les parlers tels que le normand, le francien et le saintongeais.
La langue saintongeaise présente de nombreux traits communs avec des langues telles que le cadien ou l'acadien, ce qui s'explique par les origines saintongeaises d'une partie des émigrants vers la Nouvelle-France au XVIIe siècle.

#### Gastronomie
La gastronomie saintongeaise est principalement axée sur trois types de produits : les produits de la terre, les produits de la mer et les produits de la vigne.

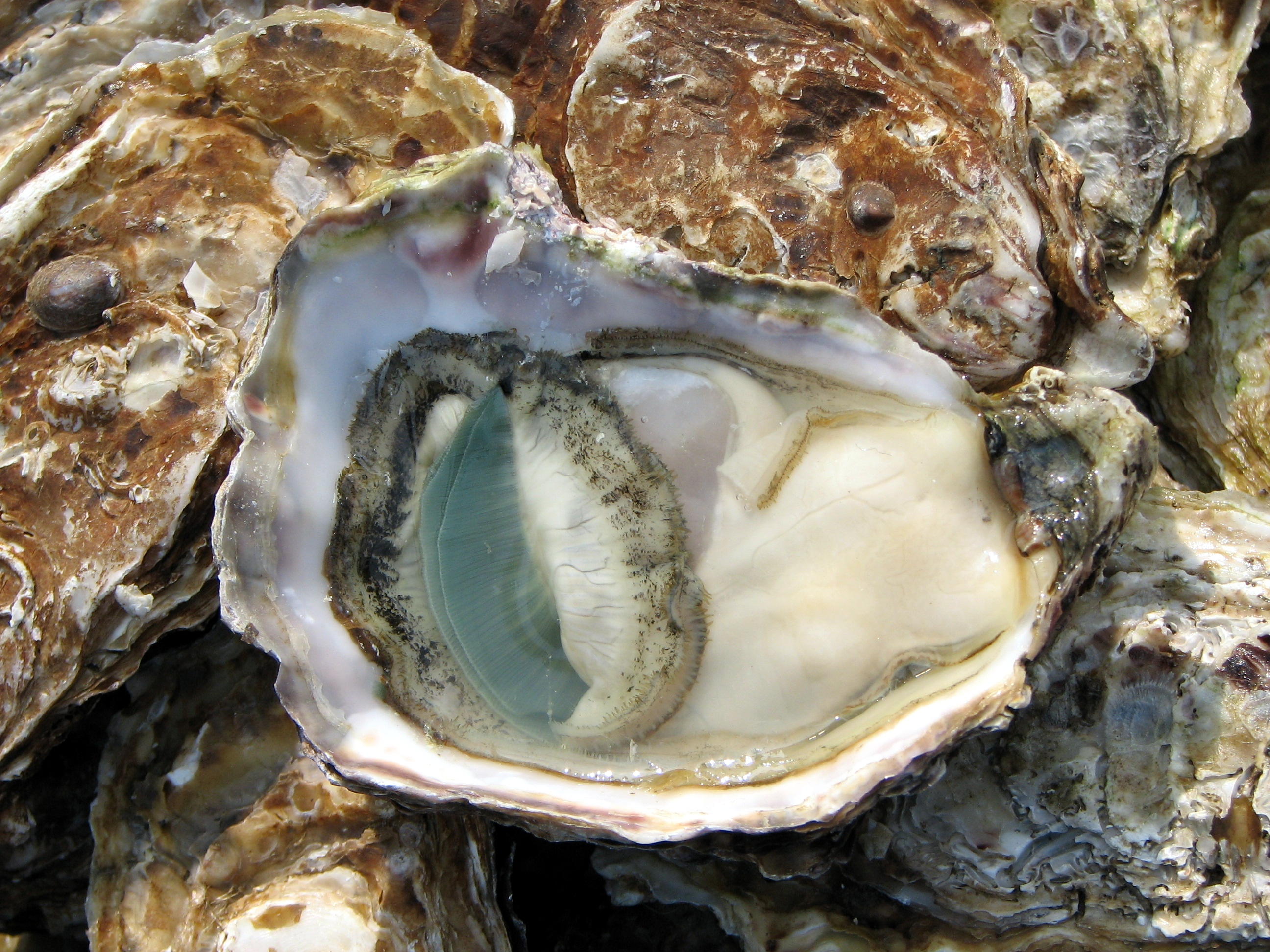
Les huîtres de Marennes-Oléron sont une spécialité réputée de la région. Chaillevette est une importante commune ostréicole.

Les préparations à base de viande de porc occupent une place prépondérante dans la cuisine régionale : ainsi des gratons ou des grillons, sortes de rillettes à base de viandes rissolées et confites dans leur graisse, du gigourit, un civet mêlant sang, gorge, foie et oignons, ou de la sauce de pire, à base de fressure, d'oignons et de vin blanc de pays.
La cuisine saintongeaise intègre tout naturellement de nombreuses recettes à base de « cagouilles », le nom local de l'escargot petit-gris. Animal tutélaire de la Saintonge, il est notamment cuisiné « à la charentaise », c'est-à-dire cuit dans un court-bouillon agrémenté de vin blanc, d'ail et de mie de pain.
Parmi les autres spécialités locales, il convient de noter également les pibales (alevins d'anguille pêchés dans la Gironde, spécialité des villes de Mortagne et de Blaye), les sardines de Royan, les « thyeusses de gueurnouilles » (cuisses de grenouilles) ou encore la sanglette, une galette préparée à base de sang de poulet et d'oignons cuits. La grande spécialité de la presqu'île d'Arvert est cependant l'huître de Marennes-Oléron, de renommée internationale.
Les desserts traditionnels sont issus de la cuisine paysanne : millas (gâteau à la farine de maïs, qu'on retrouve dans une grande partie du Sud-Ouest de la France), galette charentaise, au beurre Charentes-Poitou, ou encore merveilles (beignets).
Les vignes de la région servent à la confection d'eaux-de-vie réputées, telles que le pineau des Charentes et plus encore, le cognac. La commune de Chaillevette est ainsi intégralement située dans la zone de production des bois ordinaires.

## Jumelages
La ville de Chaillevette n'est jumelée avec aucune comme.